# Museo Alejandro Otero
El Museo Alejandro Otero (MAO) o bien Museo de Artes Visuales Alejandro Otero (MAVAO) es un centro cultural que incluye un museo de arte contemporáneo, una plaza, jardines y un anfiteatro, se localiza en el Complejo Cultural La Rinconada cerca de la entrada al Hipódromo de La Rinconada, en la Parroquia Coche, al sur del Municipio Libertador en el Distrito Capital al oeste de la ciudad de Caracas, al centro norte de Venezuela.
Fue inaugurado el 14 de agosto de 1990, y está dedicado a la memoria de Alejandro Otero un destacado artista y escultor venezolano. En el lugar se ofrecen diferentes exposiciones y conferencias y se explica mediante visitas guiadas la evolución que ha tenido el arte contemporáneo venezolano.
El Museo Alejandro Otero rinde tributo a este importante artista venezolano, y se consolida como un espacio para la participación y el intercambio cultural de los habitantes de la zona en la que se ubica. La difusión de diversas manifestaciones socioculturales y alternativas informativas para acceder, participar y promocionar en iniciativas artísticas, así como la investigación y difusión de la vida y obra de Alejandro Otero forman parte de las acciones que lleva a cabo el MAO como institución museística.
Cuenta también con la custodia del archivo personal del artista, que consta de documentos escritos y el material fotográfico que dan cuenta de su diáfana y acertada memoria crítica. Además, de colección de 262 obras que contempla 105 artistas nacionales y extranjeros, el MAO abre sus espacios a innovadoras propuestas del arte contemporáneo nacional e internacional.

## Espacios

### Entradas
El museo dispone de una entrada:
Entrada Principal (Atrio)
Situada frente a la plaza espacio público que antecede al acceso principal del Museo Alejandro Otero. Cuenta con áreas verdes de profusa vegetación, áreas pavimentadas con mobiliario urbano para brindar un espacio de estadía al visitante del museo. Acompañados por elementos de iluminación se encuentran una pieza artística elaborada en bronce que representa a una mujer acéfala y sin extremidades; Así como una pieza de Alejandro Otero, elaborada en aluminio, que representa diversas figuras geométricas adosadas e intersecadas.

### Primer Nivel
Sala 1 y 2
En estas salas se pueden apreciar la muestra expositiva:
- Interacciones, Metáforas y Representaciones: Relatos para Una Colección.

Espacio Infantil
Jardín de Esculturas, Café y Anfiteatro
El Jardín de Esculturas, Café y Anfiteatro son accesibles desde la calle o desde el interior del museo.

### Segundo Nivel
Sala 3
En esta sala se puede apreciar la muestra expositiva:
- 40 Años de Arte en la Rinconada.

Sala 4 | Espacio Otero:
En esta sala se puede apreciar la muestra expositiva de carácter permanente:
- Líneas de Vida.

Taller de Educación
Está conformada por una selección del material bibliográfico del museo. De carácter pedagógico parte con la finalidad de aproximar al público (tanto niños como adultos) al desarrollo de la creatividad mediante actividades y talleres donde se estudian las obras que conforman la colección.

### Tercer Nivel
Sala 5
En esta sala se puede apreciar la muestra expositiva:
- La Música de los Colores de la Artista Plástica Venezolana Filomena Petrucci.

Anexo 5
En esta sala se puede apreciar la muestra expositiva:
- Monotipias de la Artista Plástica Venezolana Yulima Justiniani.

Sala 6
En esta sala se puede apreciar la muestra expositiva:
- Tejiendo la Red del Colectivo Red Collage Venezuela.

### Cuarto Nivel
En este nivel se encuentran ubicadas las oficinas administrativas del Museo.

## Espacios Alternos

### Centro de Documentación Alejandro Otero (CDAO)
La biblioteca cuenta con la custodia del archivo personal del artista Alejandro Otero, que consta de documentos escritos y el material fotográfico que dan cuenta de su diáfana y acertada memoria crítica.

## Colección
La colección del museo está integrada por 262 obras que contempla 105 artistas nacionales y extranjeros, el MAO abre sus espacios a innovadoras propuestas del arte contemporáneo nacional e internacional.